# Abana gigas
Abana gigas är en insektsart som först beskrevs av Fowler 1898.  Abana gigas ingår i släktet Abana och familjen dvärgstritar. Inga underarter finns listade i Catalogue of Life.